# Nulla in mundo pax sincera
Nulla in mundo pax sincera (RV 630) è un mottetto sacro composto da Antonio Vivaldi su testo latino di autore anonimo. Il titolo può essere tradotto "Nel mondo non c'è pace sincera". Il testo si sofferma sulle imperfezioni di un mondo traboccante di male, e chiede a Gesù Cristo la salvezza che egli offre.

## Caratteristiche
Composto in tonalità di Mi maggiore e nel tipico stile Barocco italiano lirico, è orchestrato per soprano solista, due violini, viola e basso continuo.
Il mottetto è articolato in tre parti: Aria, Recitativo, Aria, seguite da un Alleluia finale. L'esecuzione completa del mottetto richiede circa tredici minuti.

## Influenza culturale
La prima aria del mottetto è usata nella colonna sonora del film Shine (1996).

## Testo
| Aria Nulla in mundo pax sincera sine felle; pura et vera, dulcis Jesu, est in te. Inter poenas et tormenta vivit anima contenta casti amoris sola spe. Recitativo Blando colore oculos mundus decepit at occulto vulnere corda conficit; fugiamus ridentem, vitemus sequentem, nam delicias ostentando arte secura vellet ludendo superare. Aria Spirat anguis inter flores et colores explicando tegit fel. Sed occulto factus ore homo demens in amore saepe lambit quasi mel. Alleluia | Aria Nessuna pace, nel mondo, è sincera senza rancore; pura e vera pace è in te, dolce Gesù. Tra pene e tormenti vive contenta l'anima, nella sola speranza del (tuo) casto amore. Recitativo Il mondo inganna gli occhi con il suo smorto colore ma trafigge i cuori con la sua ferita occulta; fuggiamo chi ride, evitiamo chi ci segue, poiché ci vorrebbe superare giocando mostrando delizie con arte sicura. Aria Il serpente sibila tra fiori e colori districandosi nasconde il fiele. Ma l'uomo che per i baci furtivi ha perso la testa nell'amore spesso lo lecca come fosse miele. Alleluia |